# Maldive ai Giochi della XXXI Olimpiade
Le Maldive hanno partecipato ai Giochi della XXXI Olimpiade, che si sono svolti a Rio de Janeiro, in Brasile, dal 5 al 21 agosto 2016. Gli atleti della delegazione sono stati 4, 2 uomini e 2 donne, divisi nelle diverse discipline come segue.

## Delegazione
| Sport            | Uomini | Donne | Totale |
| ---------------- | ------ | ----- | ------ |
| Atletica leggera | 1      | 1     | 2      |
| Nuoto            | 1      | 1     | 2      |
| Totale           | 2      | 2     | 4      |

## Atletica leggera
| Q | Qualificato al turno successivo per la posizione in qualificazione                                                           |
| q | Qualificato per il turno successivo per ripescaggio o, negli eventi su campo, conquistando la misura minima per qualificarsi |

### Maschile
Eventi su pista e strada
| Atleta       | Evento      | Batteria  | Batteria  | Quarti di finale | Quarti di finale | Semifinale      | Semifinale      | Finale          | Finale          |
| Atleta       | Evento      | Risultato | Posizione | Risultato        | Posizione        | Risultato       | Posizione       | Risultato       | Posizione       |
| ------------ | ----------- | --------- | --------- | ---------------- | ---------------- | --------------- | --------------- | --------------- | --------------- |
| Hassan Saaid | 100 m piani | 10"43     | 1º Q      | 10"47            | 8º               | non qualificato | non qualificato | non qualificato | non qualificato |

### Femminile
Eventi su pista e strada
| Atleta     | Evento      | Batteria  | Batteria  | Quarti di finale | Quarti di finale | Semifinale      | Semifinale      | Finale          | Finale          |
| Atleta     | Evento      | Risultato | Posizione | Risultato        | Posizione        | Risultato       | Posizione       | Risultato       | Posizione       |
| ---------- | ----------- | --------- | --------- | ---------------- | ---------------- | --------------- | --------------- | --------------- | --------------- |
| Afa Ismail | 200 m piani | 24"96     | 8ª        | N.D.             | N.D.             | non qualificata | non qualificata | non qualificata | non qualificata |

## Nuoto e sport acquatici

### Nuoto
Maschile
| Atleta          | Evento            | Batterie | Batterie   | Semifinali      | Semifinali      | Finale          | Finale          |
| Atleta          | Evento            | Tempo    | Classifica | Tempo           | Classifica      | Tempo           | Classifica      |
| --------------- | ----------------- | -------- | ---------- | --------------- | --------------- | --------------- | --------------- |
| Ibrahim Nishwan | 50 m stile libero | 26"72    | 71º        | non qualificato | non qualificato | non qualificato | non qualificato |

Femminile
| Atleta         | Evento             | Batterie | Batterie   | Semifinali      | Semifinali      | Finale          | Finale          |
| Atleta         | Evento             | Tempo    | Classifica | Tempo           | Classifica      | Tempo           | Classifica      |
| -------------- | ------------------ | -------- | ---------- | --------------- | --------------- | --------------- | --------------- |
| Aminath Shajan | 100 m stile libero | 1'05"71  | 46ª        | non qualificata | non qualificata | non qualificata | non qualificata |